# Antonio Romero Ortiz
Antonio Romero Ortiz (Santiago de Compostela, 24 de marzo de 1822-Madrid, 18 de enero de 1884) fue un político, abogado y periodista español, ministro de Gracia y Justicia durante el Gobierno Provisional del Sexenio Democrático y ministro de Ultramar en gobiernos de Zabala y Sagasta, en las postrimerías de la Primera República. Tuvo una notable importancia dentro del movimiento conocido como provincialismo gallego.

## Biografía
Nacido en la ciudad gallega de Santiago de Compostela el 24 de marzo de 1822, era hijo del notario Domingo Manuel Romero y de Rita García Mariño, natural de Palmeira. En 1837 obtuvo el título de bachiller en Filosofía y en 1843 se licenció en Derecho, finalizando la carrera en la Universidad Central de Madrid. Considerado un miembro clave del movimiento provincialista gallego, en 1846 participó en el llamado levantamiento de Solís, una sublevación en Galicia en contra de Narváez, sin embargo el fracaso de la insurrección le obligó a exiliarse en Portugal, bajo amenaza de pena de muerte. Como periodista colaboró en publicaciones como Santiago y a ellos y El Porvenir, junto a José Rúa Figueroa, La Nación o La Península, periódico del que fue fundador y que sobrevivió hasta la promulgación de la Ley de Imprenta de Nocedal.
En 1854 fue secretario del Gobierno de Madrid, para más tarde ejercer como gobernador civil de varias provincias: Toledo, Alicante y Oviedo. Entre 1865 y 1866 fue subsecretario de Gracia y Justicia bajo gobierno de O'Donnell. Fue diputado en doce legislaturas distintas, en concreto las correspondientes a las elecciones de 1854, 1858, 1863, 1864, 1865, 1869, 1871, abril de 1872, agosto de 1872, 1876, 1879 y 1881, las tres últimas por el distrito de Noya.

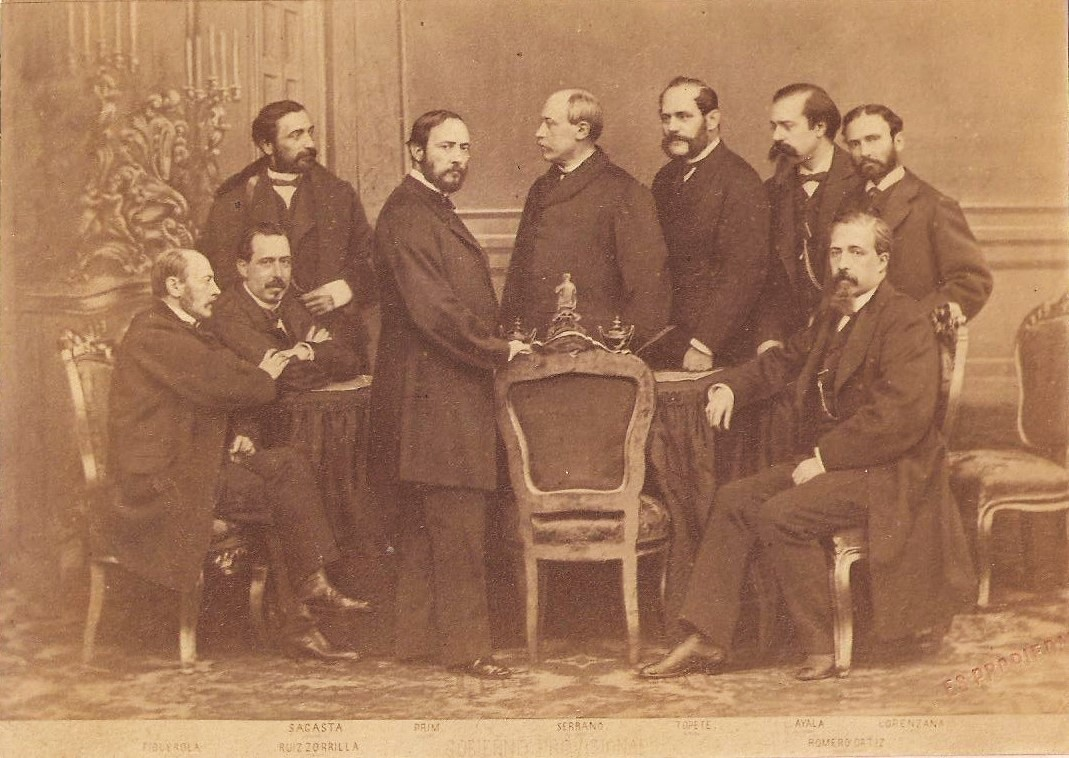
Romero Ortiz sentado en la esquina derecha, con los miembros del Gobierno Provisional, 1869.

Tras el desencadenamiento de la Revolución de Septiembre pasó a apoyarla, convirtiéndose en una de sus principales figuras. El 8 de octubre fue nombrado ministro de Gracia y Justicia —en un gabinete presidido por el general Serrano—, cargo que ejercería hasta el 18 de junio de 1869. Desde este ministerio tomó una serie de medidas, a las que Revuelta González describe como de «carácter regalista-anticlerical», entre las que se incluyeron la firma del decreto del 12 de octubre en el que suprimía la Compañía de Jesús, el decreto estableciendo la unidad de fueros, la creación de la sala de lo contencioso en el Tribunal Supremo de Justicia o el embargo de los fondos de la Sociedad de San Vicente de Paúl, además de presentar el 19 de mayo de 1969 un proyecto de Libro I del Código Civil, que no cuajó, en el que se pretendía transferir por completo la potestad de celebrar matrimonio de la Iglesia a la autoridad civil; Montero Ríos tachó esta propuesta de «radical» en comparación con la suya posterior de 1870.
Opuesto a la pena de muerte, durante su periplo como ministro de Gracia y Justicia no se produjeron ejecuciones, concediendo treinta y dos indultos de pena capital. Fue el último ministro de Ultramar de la Primera República, en gobiernos de Zabala y Sagasta, entre el 13 de mayo de 1874 y el 31 de diciembre de ese mismo año.
Ya durante el reinado de Alfonso XII, fue presidente de la Asociación de Escritores y Artistas Españoles y gobernador del Banco de España, entre marzo de 1881 y octubre de 1883. Autor de La literatura portuguesa en el siglo XIX (1869), fue elegido miembro de número de la Real Academia de la Historia el 12 de marzo de 1880, tomando posesión el 30 de enero de 1881.
Perteneciente a la masonería, José Antonio Ferrer Benimeli afirma que fue gran comendador y gran maestre del Gran Oriente de España desde mayo de 1881. Galo Sánchez Casado, en su obra Los altos grados de la masonería, afirma que sustituyó en dicho cargo a Práxedes Mateo Sagasta en 1880. Según Léo Taxil, Romero Ortiz se convertiría al catolicismo a la hora de su muerte.
En Madrid tuvo su residencia en la calle Serrano, número 22, donde falleció el 18 de enero de 1884. Se le enterró en la sacramental de San Lorenzo.